# Аљбан Шабани
Аљбан Шабани (алб. Alban Shabani; 18. мај 2000) је професионални фудбалер са Косова и Метохије. Игра на позицији дефанзивног везног играча, а тренутно наступа за Лапију.